# 다테시 (후쿠시마현)
다테시(일본어: 伊達市)는 일본 후쿠시마현 북부에 있는 시이다. 2006년 1월 1일에 다테군의 다테정, 야나가와정, 호바라정, 료젠정, 쓰키다테정이 합병해 탄생했다.

## 지리
평야부를 포함하기 때문에 후쿠시마현 내에서도 비교적 경제 활동이 활발하고 인구도 많은 지역이다. 후쿠시마현에서 인구는 7위, 농업 생산액은 3위, 제조품 출하액은 6위, 상품 판매액은 8위, 재정 규모는 8위이다.
인구, 상공업, 농업은 후쿠시마 분지의 평야부인 구 다테정, 구 호바라정의 북부, 구 야나가와정의 서부가 중심이 되고 있다. 구 다테정은 합병 전 후쿠시마현 내에서 가장 인구 밀도가 높은 자치체였다. 한편 구 야나가와정 동부, 구 호바라정 남부, 구 료젠정, 구 쓰키다테정은 아부쿠마 고지의 산간부로 인구 밀도가 낮고 임업이나 농업이 중심으로 인구 감소가 진행되고 있다.
인접하는 후쿠시마시로의 통근, 통학도 많아 후쿠시마시의 교외 지역, 위성 도시의 성격도 강하다. 후쿠시마현 북부의 중심 지역인 후쿠시마 분지는 서쪽을 후쿠시마시, 동쪽을 다테시와 다테군 구니미정·고오리정이 차지해 문화적, 경제적으로 뗄 수 없는 관계에 있다.

### 인접한 자치체
- 후쿠시마현
  - 후쿠시마시
  - 소마시
  - 다테군 고오리정, 구니미정, 가와마타정
  - 소마군 이타테촌
- 미야기현
  - 시로이시시
  - 이구군 마루모리정

## 역사
다테씨는 후지와라노 우오나(721년~783년)의 후손으로 1189년에 쇼군 미나모토노 요리토모에 의해 다테군에 봉해졌다. 다테씨라는 이름은 다테군에서 유래한다. 에도 시대 이전에 다테씨의 본거지는 다테군 야나가와의 야나가와성이었다. 이후 에도 시대에 본거지를 미야기현 센다이시의 센다이성으로 옮겼다.
에도 시대에 다테씨는 미야기현 전체와 이와테현 남부를 지배했다. 다테씨는 가장 영향력 있는 다이묘 중 하나였다. 메이지 시대에는 메이지 유신으로 많은 사무라이들이 자신의 봉토를 잃어버렸다. 이는 다테씨도 마찬가지로 다테씨의 분파인 와타리다테씨는 홋카이도로 이주해 그곳을 개간하고 정착하였다. 홋카이도의 다테시 이름은 여기서 유래한다.
2006년 1월 1일에 다테군의 다테정, 야나가와정, 호바라정, 료젠정, 쓰키다테정 등 5개 정이 합병하여 다테시가 신설되었다.

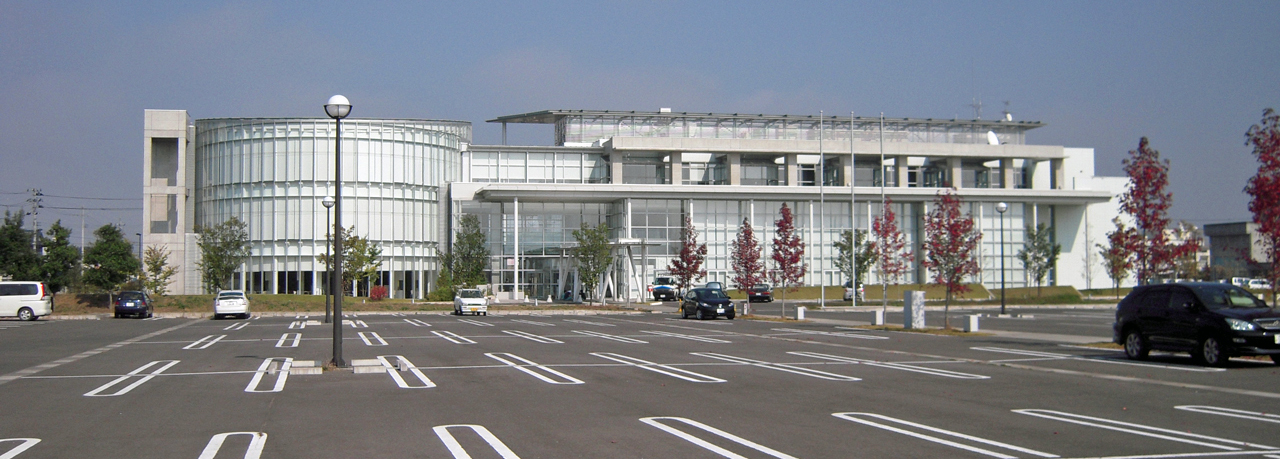
다테시청(2008년 10월 촬영)

## 기후
| 다테시 야나가와마치의 기후                                   | 다테시 야나가와마치의 기후 | 다테시 야나가와마치의 기후 | 다테시 야나가와마치의 기후 | 다테시 야나가와마치의 기후 | 다테시 야나가와마치의 기후 | 다테시 야나가와마치의 기후 | 다테시 야나가와마치의 기후 | 다테시 야나가와마치의 기후 | 다테시 야나가와마치의 기후 | 다테시 야나가와마치의 기후 | 다테시 야나가와마치의 기후 | 다테시 야나가와마치의 기후 | 다테시 야나가와마치의 기후 |
| 월                                                           | 1월                        | 2월                        | 3월                        | 4월                        | 5월                        | 6월                        | 7월                        | 8월                        | 9월                        | 10월                       | 11월                       | 12월                       | 연간                       |
| ------------------------------------------------------------ | -------------------------- | -------------------------- | -------------------------- | -------------------------- | -------------------------- | -------------------------- | -------------------------- | -------------------------- | -------------------------- | -------------------------- | -------------------------- | -------------------------- | -------------------------- |
| 역대 최고 기온 °C (°F)                                       | 16.6 (61.9)                | 21.5 (70.7)                | 25.4 (77.7)                | 32.2 (90.0)                | 35.9 (96.6)                | 36.6 (97.9)                | 39.1 (102.4)               | 40.0 (104.0)               | 36.7 (98.1)                | 30.8 (87.4)                | 26.0 (78.8)                | 20.9 (69.6)                | 40.0 (104.0)               |
| 일평균 최고 기온 °C (°F)                                     | 5.9 (42.6)                 | 7.2 (45.0)                 | 11.2 (52.2)                | 17.7 (63.9)                | 23.0 (73.4)                | 25.7 (78.3)                | 28.9 (84.0)                | 30.4 (86.7)                | 26.2 (79.2)                | 20.6 (69.1)                | 14.6 (58.3)                | 8.7 (47.7)                 | 18.3 (65.0)                |
| 일일 평균 기온 °C (°F)                                       | 1.3 (34.3)                 | 2.0 (35.6)                 | 5.2 (41.4)                 | 10.9 (51.6)                | 16.4 (61.5)                | 20.1 (68.2)                | 23.7 (74.7)                | 24.9 (76.8)                | 20.9 (69.6)                | 14.8 (58.6)                | 8.6 (47.5)                 | 3.6 (38.5)                 | 12.7 (54.9)                |
| 일평균 최저 기온 °C (°F)                                     | −3.0 (26.6)                | −2.6 (27.3)                | −0.4 (31.3)                | 4.6 (40.3)                 | 10.3 (50.5)                | 15.5 (59.9)                | 19.8 (67.6)                | 21.0 (69.8)                | 16.7 (62.1)                | 9.9 (49.8)                 | 3.2 (37.8)                 | −1.0 (30.2)                | 7.8 (46.1)                 |
| 역대 최저 기온 °C (°F)                                       | −12.6 (9.3)                | −12.1 (10.2)               | −10.2 (13.6)               | −4.4 (24.1)                | 0.4 (32.7)                 | 5.8 (42.4)                 | 10.3 (50.5)                | 11.6 (52.9)                | 5.7 (42.3)                 | −1.7 (28.9)                | −5.2 (22.6)                | −16.2 (2.8)                | −16.2 (2.8)                |
| 평균 강수량 mm (인치)                                        | 49.9 (1.96)                | 33.0 (1.30)                | 64.1 (2.52)                | 75.1 (2.96)                | 83.0 (3.27)                | 109.4 (4.31)               | 159.2 (6.27)               | 143.9 (5.67)               | 158.4 (6.24)               | 123.4 (4.86)               | 52.3 (2.06)                | 41.5 (1.63)                | 1,095.4 (43.13)            |
| 평균 강수일수 (≥ 1.0 mm)                                     | 7.9                        | 6.5                        | 8.2                        | 8.0                        | 8.9                        | 10.8                       | 13.2                       | 10.7                       | 11.0                       | 8.7                        | 6.7                        | 8.1                        | 108.7                      |
| 평균 월간 일조시간                                           | 133.2                      | 142.5                      | 172.1                      | 186.6                      | 192.0                      | 145.5                      | 135.6                      | 157.3                      | 127.1                      | 132.0                      | 127.6                      | 119.2                      | 1,765.3                    |
| 출처: 일본 기상청 (평년값: 1991년~2020년, 극값: 1976년~현재) |                            |                            |                            |                            |                            |                            |                            |                            |                            |                            |                            |                            |                            |

## 교통

### 철도
- 동일본 여객철도 도호쿠 본선
- 아부쿠마 급행 아부쿠마 급행선

### 도로
- 국도 4호선
- 국도 115호선
- 국도 349호선
- 국도 399호선

## 인구
| 연도 | 인구   | ±%     |
| ---- | ------ | ------ |
| 1950 | 80,527 | —      |
| 1960 | 76,361 | −5.2%  |
| 1970 | 73,767 | −3.4%  |
| 1980 | 74,186 | +0.6%  |
| 1990 | 74,200 | +0.0%  |
| 2000 | 71,817 | −3.2%  |
| 2010 | 66,027 | −8.1%  |
| 2020 | 58,240 | −11.8% |

| · 다테시（에 해당되는 지역）의 인구추이 | |
| 일본 총무성 통계국 국세조사 결과        | |
|                                         | 이 그래프는 더 이상 지원되지 않는 레거시 그래프 확장 기능을 사용하고 있습니다. 새로운 차트 확장 기능으로 변환해야 합니다. |